# Mary Hatcher
Mary Hatcher est une actrice et chanteuse américaine née le 6 juin 1929 à Haines City, Floride (États-Unis) et morte à Riverside, Californie le 3 avril 2018.

## Filmographie
- 1944 : Our Hearts were Young and Gay de Lewis Allen
- 1946 : La Pluie qui chante (Till The Clouds Roll By) de Richard Whorf (non créditée)
- 1947 : The Trouble with Women (en) de Sidney Lanfield (non créditée)
- 1947 : Hollywood en folie (Variety Girl) de George Marshall
- 1948 : Les Filles du major (Isn't It Romantic?) de Norman Z. McLeod
- 1949 : Holiday in Havana (en) de Jean Yarbrough
- 1949 : Le Grand Départ (The Big Wheel) d'Edward Ludwig
- 1951 : Les Nouveaux Exploits de Robin des Bois (Tales of Robin Hood) de James Tinling